# More (命令)
more是一种用于命令行分页显示的工具。相比less而言，其较为原始，功能有限。

## 常见版本
- Unix/Unix-like操作系统
- OS/2
- DOS
- Windows

## 历史
more的原作者是Daniel Halbert，并由Eric Shienbrood和Geoff Peck扩充功能。
Daniel Halbert在MIT就读本科时，他学习的操作系统是ITS。ITS自带一个分页工具，当显示的内容满一屏幕后，它会在屏幕的底部添加提示“--more--”，用户按下空格键就能继续显示下一页的内容。
Daniel Halbert考入加利福尼亚大学伯克利分校就读研究生课程时，学习的是VAX Unix系统，它使用的分页器是cr3。当一页文本已经显示完成后，cr3用系统响铃的方式提示用户。这个做法有几个不利，一来，很多终端是“哑终端”，没有扬声器；二来，装满大量终端的机房内哔声此起彼伏，用户也不胜其烦。于是Daniel Halbert改进了cr3，并将新工具命名为“more”。这是第一个采用完整英文单词命名的Unix命令。随后发行的BSD 3.0首次包含了more。此后，它成为所有的Unix及Unix-like操作系统的标准工具。

## 用法

### Unix/Unix-like操作系统[2]

#### 输入
- 文件名作为参数直接输入：如，more ~/维基百科.txt
- 用管道符输入：如，more < ~/维基百科.txt；或者，cat ~/维基百科.txt | more。

#### 参数
- -数字 指定一页显示的行数。
- -d 将在“--More--(已读百分比)”后显示提示信息“[Press space to continue, 'q' to quit.]”；当用户按下无效按键时，出现提示信息“[Press 'h' for instructions.]”。
- -l 忽略换页符(^L)。没有此参数时，more遇到含有^L的行将自动暂停显示。
- -f 按原文件实际的行数计算，而非以显示在屏幕上的行数计算。(文件中的一行文本可能非常长，占用数个屏幕行，此时开启本选项，将无法很好地完成分页功能)。
- -p 以清屏代替滚屏。
- -c 类似于-p。
- -s 将数个连续空行显示为一个空行。
- -u 取消下划线。
- +/ 在显示之前，先搜索指定字符串。
- +数字 在指定的行数开始显示。

#### 键盘命令
- h键或?键 简要显示键盘命令的作用。
- 空格键 显示k行[註 1]。默认值为屏幕行数。
- z键 显示k行。默认值为屏幕行数。如果定义了新的k值，k值将成为新的默认值。
- 回车键 显示k行。默认值为1。如果定义了新的k值，k值将成为新的默认值。
- d键或Ctrl+D键 滚动k行。默认值为当前滚动的行数。如果定义了新的k值，k值将成为新的默认值。
- q键 退出
- s键 向下跳过k个逻辑行。默认值为1。
- f键 向下跳过k屏。默认值为1。
- b键或Ctrl+B键 往回k屏幕。默认值为1。仅对文件有效，对管道无效。
- =键 显示当前行号。
- /键+正则表达式 搜索第k次出现的正则表达式。默认值为1。
- n键 搜索第k次出现的最后用过的正则表达式。默认值为1。
- !键+命令或:键+!键+命令 在一个子shell中启动指定命令。
- v键 在当前行启动编辑器。编辑器由环境变量决定，优先权为VISUAL>EDITOR，如果VISUAL和EDITOR均未定义，则启动vi。
- Ctrl+L键 重新绘制屏幕。
- :键+n键 跳到第k个文件。默认值为1。
- :键+p键 跳到第k个之前的文件。默认值为1。
- :键+f键 显示当前的文件名及行号。
- .键 重复前一个命令。

1. ↑  可以在部分命令键前先按数字键，将数值传递给命令，此数值就称为k

#### 环境变量
- MORE 设定默认参数。
- SHELL 当前正在使用的shell。
- TERM 指定终端类型，以便获得屏幕的规格。

### Windows操作系统[3]

#### 格式
- more /E [/C] [/P] [/S] [/Tn] [+n] <文件1>[<空格键>文件2...]
- more [/E [/C] [/P] [/S] [/Tn] +n < [驱动器:][路径]文件名
- 命令 | more [/E [/C] [/P] [/S] [/Tn] +n

#### 参数
- /E 启用扩展功能(见下)。
- /C 显示页面前先清除屏幕。
- /P 扩展换页符。
- /S 将多个空白行缩成一行。
- /Tn 将跳格键扩展成n个空格(默认值为8)。
- +n 从第 n 行开始显示第一个文件

备注，上述参数，除+n外，可以出现在环境变量MORE中。

#### 扩展功能
如果扩展的功能已经启用，在“-- More --”提示处会接受下列键盘命令:
- P n 显示下n行。
- S n 略过下n行。
- F 显示下个文件。
- Q 退出。
- = 显示行号。
- ? 显示帮助行。
- <space> 显示下一页。
- <return> 显示下一行。